# Hellmut Georg Isele
Hellmut Georg Isele (* 2. März 1902 in Konstanz; † 7. März 1987 in Pully, Schweiz) war ein deutscher Rechtswissenschaftler.

## Leben
Isele studierte von 1920 bis 1924 Rechtswissenschaft an den Universitäten Heidelberg, Berlin und Freiburg im Breisgau, das Studium schloss er mit dem Ersten Staatsexamen ab. Er war Mitglied der Studentenverbindung Rupertia Heidelberg. Nach dem Studium war er von 1925 bis 1932 Fakultätsassistent an der Universität Freiburg, legte 1928 sein Zweites Staatsexamen ab und wurde im gleichen Jahr dort promoviert. Der Titel der Dissertation lautete: „Geldschuld und bargeldloser Zahlungsverkehr“. 1932 erfolgte die Habilitation bei Heinrich Hoeniger an der Universität Freiburg im Breisgau mit der Habilitationsschrift „Geschäftsbesorgung. Umrisse eines Systems“. Von 1932 bis 1936 lehrte er als Privatdozent an der Christian-Albrechts-Universität Kiel, 1935 als Lehrstuhlvertreter an der Johann-Wolfgang-Goethe-Universität Frankfurt am Main und 1936 als Lehrbeauftragter an der Martin-Luther-Universität Halle-Wittenberg. Dort ernannte man ihn 1937 zum Außerordentlichen Professor.
Zu Beginn der Zeit des Nationalsozialismus trat er 1933 der SA und zum 1. Mai 1937 der NSDAP bei (Mitgliedsnummer 4.048.302). Zudem gehörte er dem NS-Rechtswahrerbund und der Akademie für Deutsches Recht an.
Isele wurde 1940 als Ordentlicher Professor an die Hochschule für Welthandel Wien berufen, wo er bis 1945 lehrte. Von 1946 bis 1959 lehrte er als Ordentlicher Professor am Seminar für Rechts- und Wirtschaftswissenschaft der Johannes-Gutenberg-Universität Mainz. Er war zwischen 1947 und 1949 Dekan der Fakultät, anschließend Rektor und Prorektor der Universität Mainz. Von 1959 bis 1969 lehrte er als Ordentlicher Professor an der Universität Frankfurt am Main. Isele war von 1950 bis 1987 Mitglied der Akademie der Wissenschaften und der Literatur Mainz, von 1967 bis 1969 war er deren Präsident.
Von 1949 bis 1973 war Isele Herausgeber des Archivs für die civilistische Praxis.

## Veröffentlichungen (Auswahl)
- Rechtsprobleme staatlicher Schlichtung. Zum Rheinland-Pfälzischen Landesgesetz über das Ausgleichs- und Schiedsverfahren in Arbeitsstreitigkeiten vom 30. März 1949 (= Abhandlungen der geistes- und sozialwissenschaftlichen Klasse der Akademie der Wissenschaften und der Literatur in Mainz. Jahrgang 1968, Nr. 1).
- Hrsg. mit Wilhelm Kastell: Aus Kirche, Kunst, Leben. Albert Stohr Bischof des Heiligen Stuhles zu Mainz zur Vollendung des 12. Lustrums seines Lebens am 13. November 1950 als wissenschaftliche Festgabe zugeeignet, Mainz 1950.
- Aktuelle Fragen der Kriegswirtschaft. 7 Vorträge. Hrsg. von der Industrie-Abteilung der Wirtschaftskammer Wien in Verbindung mit der Hochschule für Welthandel, Wien und der Deutschen Gesellschaft für Betriebswirtschaft, Wien 1942.
- Familie und Familienerbe, Tübingen 1938 (= Grundrisse des Deutschen Rechts, Band 7).
- Geschäftsbesorgung. Umrisse eines Systems, Marburg 1935.
- Geldschuld und bargeldloser Zahlungsverkehr, Tübingen 1928.